# Шалахо
Шалахо — найпопулярніший по всьому Кавказу танець. Музичний розмір танцю - 6/8. Народні версії танцю відрізняються одна від одної залежно від регіону. Більш традиційні регіони цього танцю — Вірменія, Азербайджан, Грузія, з XX століття поширення набув у Республіці Південна Осетія, з 1990-х років — і в Республіці Північна Осетія-Аланія, у деяких містах Дагестану, також популярний серед греків, гірських євреїв та єзидів. Удінський варіант танцю походить від вірменського.

## Виконання
Широко поширена версія, коли двоє чоловіків танцюють за увагу жінки. Танець може виконуватися одним і більше танцюристом, чоловіком або жінкою, так само виконується у масовому вигляді у довільній кавказькій манері. Рухи жінки можуть бути м'якими та ліричними. Музика танцю швидка, що відображено в експансивному та енергійному русі чоловіків.

Исполнение танца
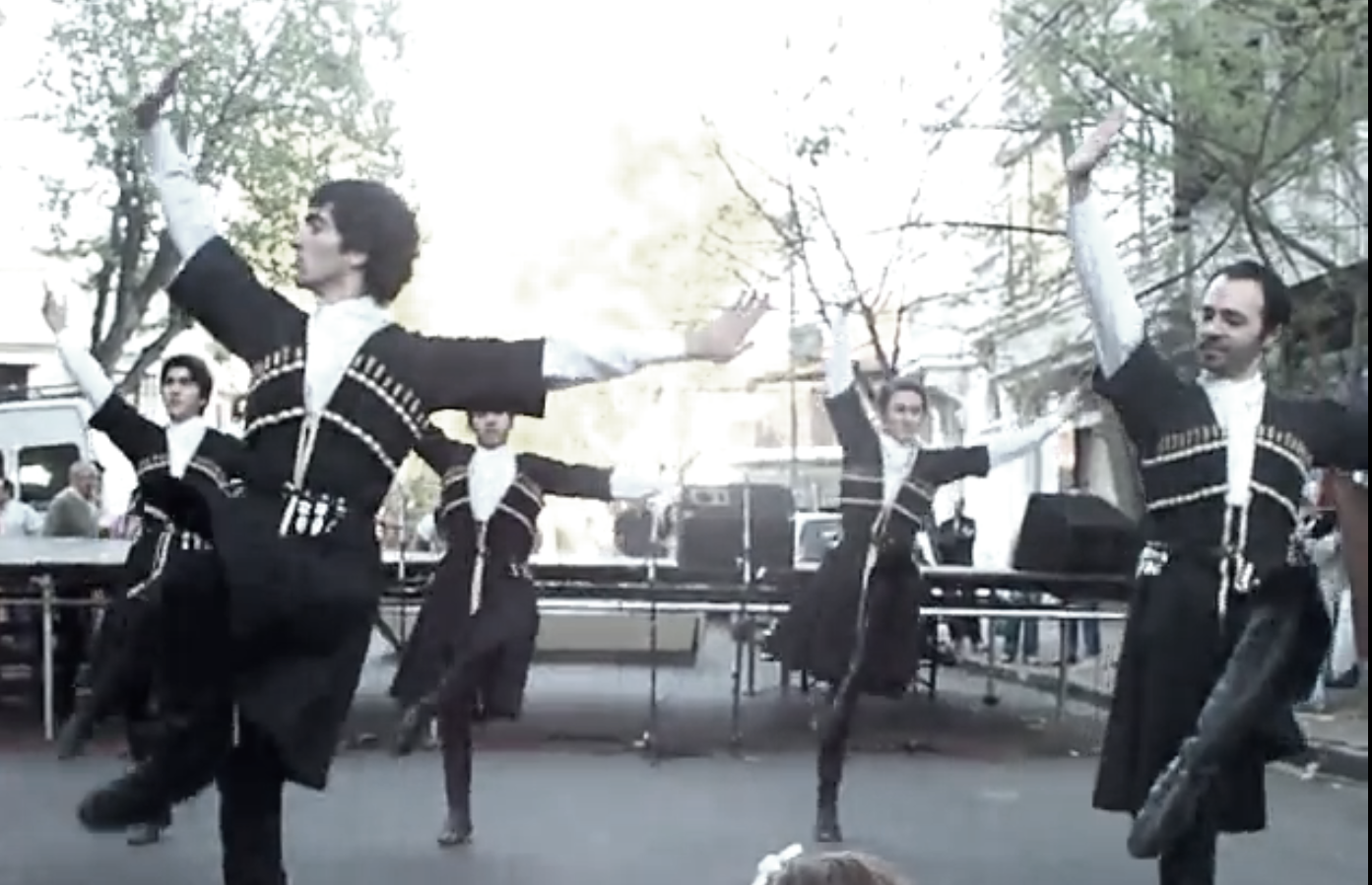
Танець "Шалахо" у виконанні вірменського ансамблю "Масіс". Аргентина
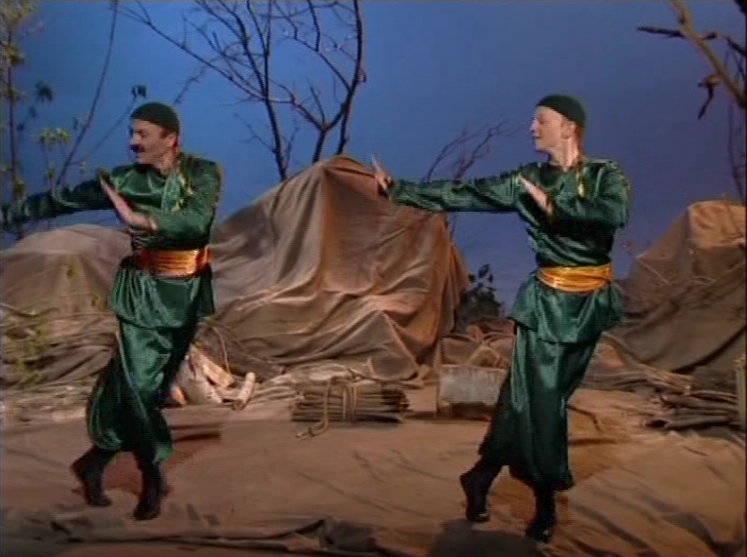
Танець «Шалахо» у виконанні азербайджанського танцюриста Ханлара Баширова[az]

## Записи мелодії танцю
Уперше мелодія танцю була записана і перекладена на фортепіано вірменським композитором Нікогайосом Тиграняном у 1895.
Ноти музики танцю, записані азербайджанським композитором Саїдом Рустамовим, були опубліковані в 1937 у збірці «Азербайджанські танцювальні мелодії».

Із 1938 року танець входив у програму ансамблю вірменських народних пісень та танців Татула Алтуняна.

Нотные записи
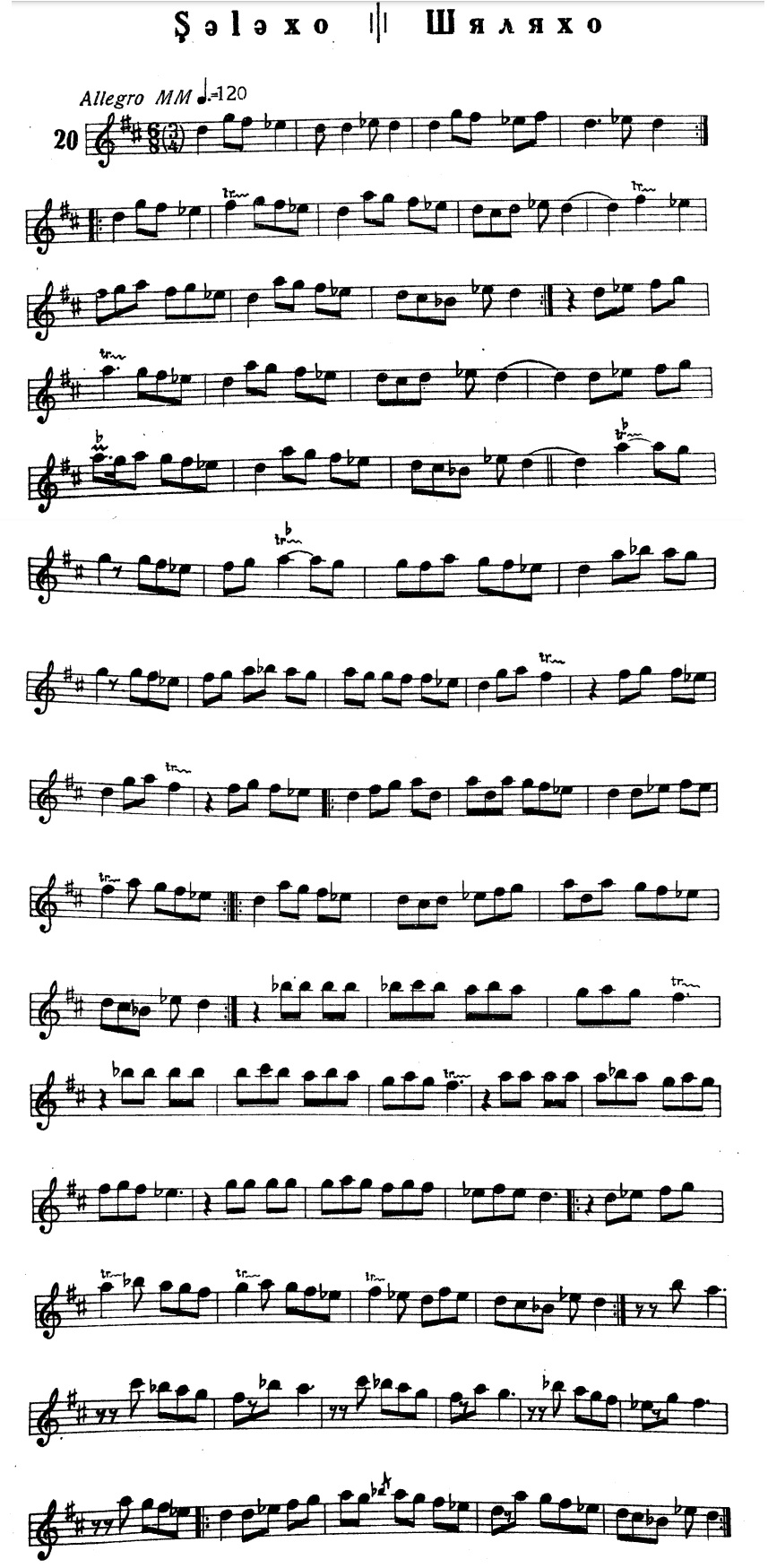
Переклад: музики танцю зі збірки «Азербайджанські танцювальні мелодії» Саїда Рустамова (Баку, 1937)
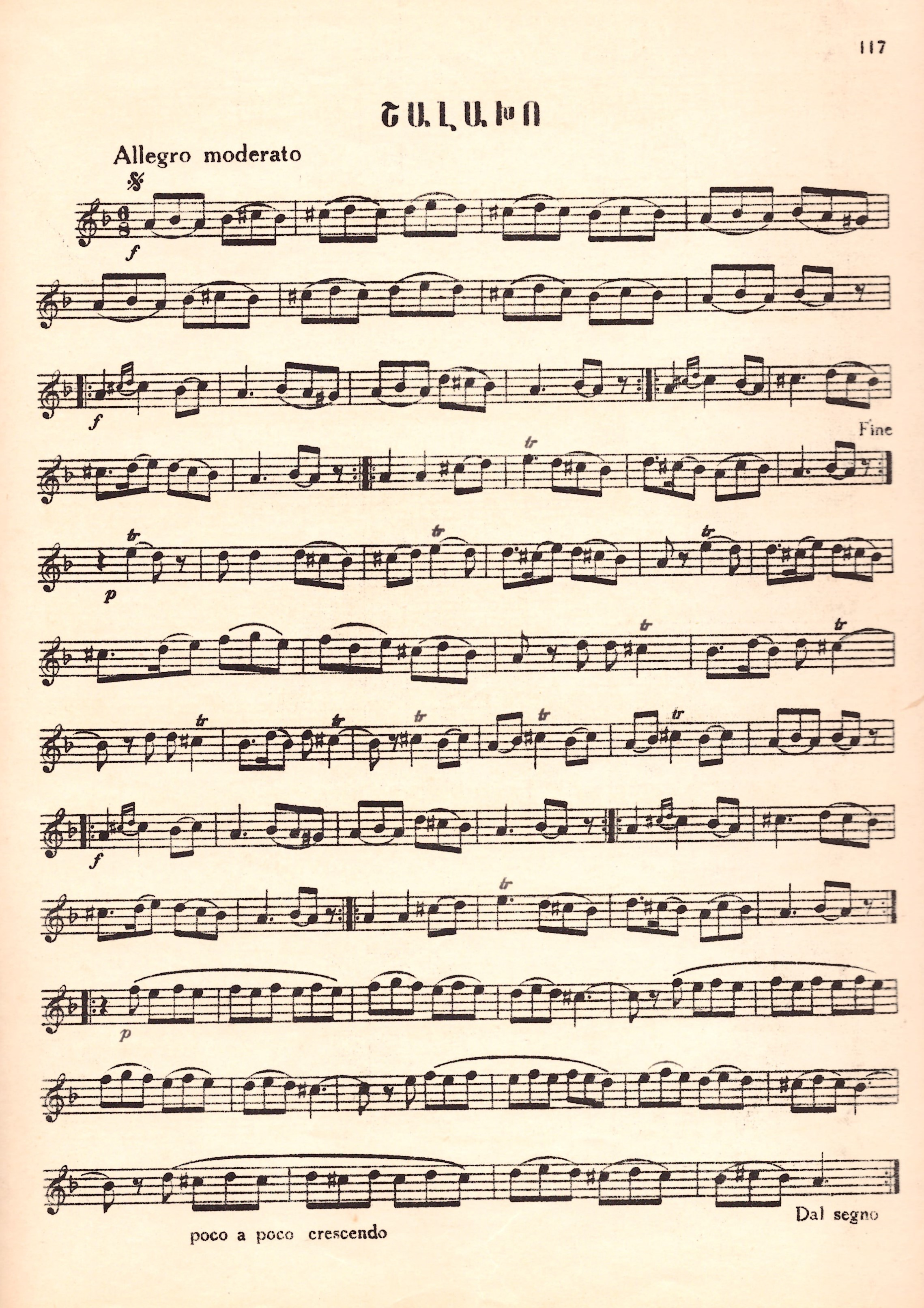
Переклад: мелодії танцю у збірнику «Вірменські народні пісні та танці» Татула Алтуняна (Єреван, 1958)
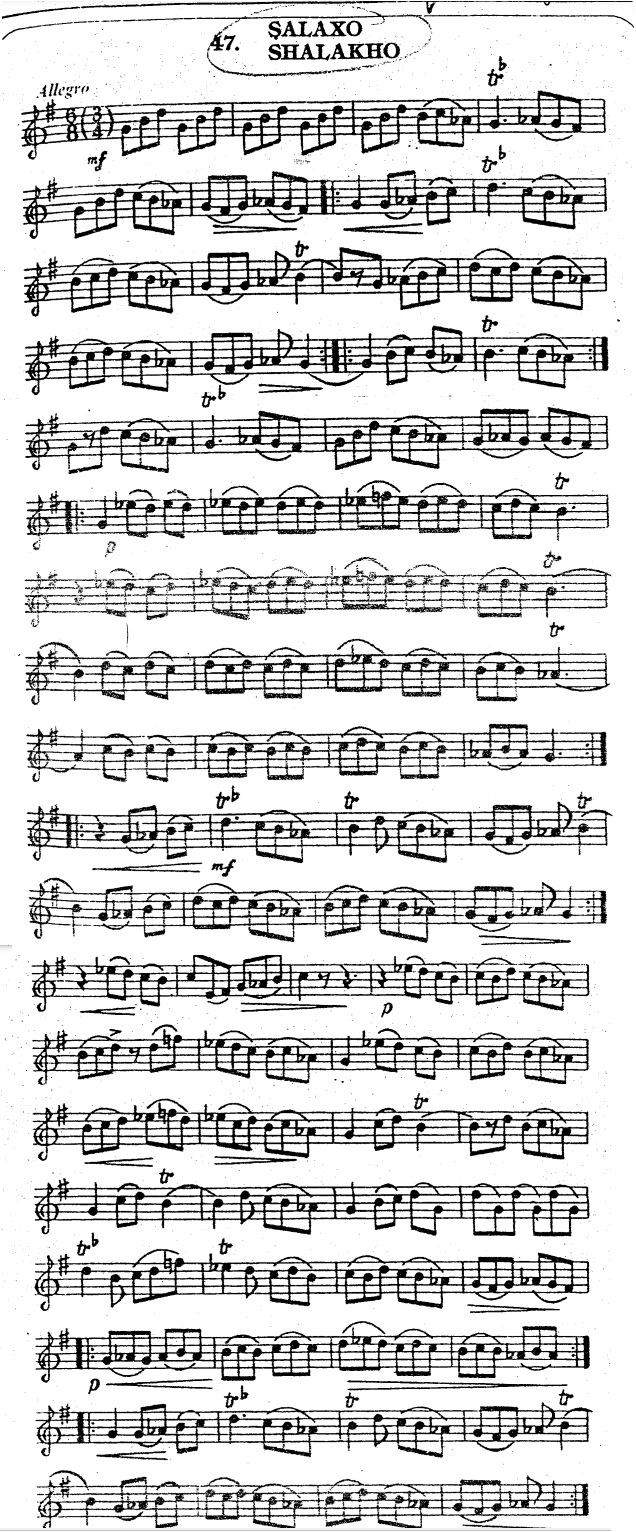
Переклад: мелодії танцю зі збірки «Азербайджанські народні танці» (Баку, 2002)

## У театрі
Танець «Шалахо» наявний у балетах «Щастя» (1938) та «Гаяне» (1942) вірменського композитора Арама Хачатуряна, у балеті «Дівоча вежа» (1940) азербайджанського композитора Афрасіяба Бадалбейлі. Танець також можна побачити в азербайджанському фільмі «Сабухі», знятому в 1941 році.

## У масовій культурі
У фолк-джаз-рок-аранжуванні мелодія танцю «Шалахо» виконувалася туркменською групою «Гунеш», що спеціалізується на східній етно-джаз-рок-музиці. Заслуговує на увагу в даному трактуванні віртуозна гра на ударних барабанщика групи «Гунеш» Рішада Шафі.